# 稲垣杏橘
稲垣 杏橘（いながき あきつ、12月29日 - ）は、千葉県出身の男性声優、歌手、脚本家、演出家。血液型はO型。

## 人物
- 表現者集団座・シトラスの座長。
- 趣味は歌唱、パソコン自作、食べ歩き。
- ボイストレーナー、謎解き作家、マーダーミステリー作家としても活動している。
- 特技はテニス、茨城弁、整体。
- ４オクターブ以上の声域を駆使して、男性パートから女性パートまでを歌いこなす。
- モノマネが得意で、特に滝口順平の声真似は定評がある。

## 出演作品

### アニメ
- ヤンキーハムスター（2021年、黒原シンゴ）
- ベイビーシャーク・ビッグ・ショー（2022年、グランパシャーク）

### ゲーム
- ファイナルファンタジー・クリスタルクロニクルデジタルリマスター（2020年、カーバンクル）

### 吹き替え
- ウォンカとチョコレート工場のはじまり（2023年、理髪店の客③[1]）

### 舞台
- Vote Showシリーズ（脚本・演出）
- 斯くして我は独裁者に成れりシリーズ（演出）
- リニアダッシュ！（実況アナウンス）
- 人狼の詩（ドノバン）